# Испанско-нигерские отношения
Испа́нско-ни́герские отноше́ния — двусторонние дипломатические отношения между Королевством Испания и Республикой Нигер.

## Общая характеристика стран
|                                         | Испания               | Нигер                 |
| --------------------------------------- | --------------------- | --------------------- |
| Площадь (км²)                           | 506 030               | 1 267 000             |
| Столица                                 | Мадрид                | Ниамей                |
| Население (чел.)                        | 47 326 687            | 22 928 000            |
| Государственное устройство              | унитарное государство | унитарное государство |
| Объём ВВП (номинал) (млрд долл.)        | 1394,27               | 12,912                |
| Численность вооружённых сил             | 122 850               | 5300                  |
| Военный бюджет (млрд долл.)             | 13                    | 0,202                 |
| Выплавка стали (млн т/год)              | 13,6                  | —                     |
| Производство электроэнергии (тВт·ч/год) | 255,8                 | —                     |

## История
Дипломатические отношения между странами установлены в мае 1965 года. Испания имеет посольство в Ниамее, функционирующее с 2007 года, а Нигер — посольство и консульство в Мадриде.
Страны сотрудничают во многих сферах, в том числе в борьбе с незаконной миграцией, подделкой документов, а также в работе полиции и обучении. Главным образом, подобное сотрудничество объясняется тем, что Нигер входит в список из 23 стран, имеющих приоритет для Испании в сфере международного сотрудничества, согласно IV Генеральному плану.
В сентябре 2014 года министры иностранных дел Испании и Нигера подписали договор об учреждении Ассоциации Испании и Нигера, согласно которому Испания была обязана с 2014-го по 2016 год выделить 20 миллионов евро на развитие сельских регионов, продовольственной безопасности и здравоохранения в Нигере.

## Членство в международных организациях
Испания и Нигер совместно состоят во многих международных организациях. Ниже представлена таблица с датами вступления стран в эти организации.
|      | Испания | Нигер |
| ---- | ------- | ----- |
| ООН  | 1955    | 1960  |
| МВФ  | 1958    | 1963  |
| МБРР | 1958    | 1963  |
| ВТО  | 1995    | 1996  |